# چک جانو کلان
چک جانو کلان (به انگلیسی: Chak Jano Kalan) یک شهرک در پاکستان است که در ناحیه مندی بهاءالدین واقع شده‌است.